# Корачи (Козенца)
Корачи је насеље у Италији у округу Козенца, региону Калабрија.
Према процени из 2011. у насељу је живело 144 становника. Насеље се налази на надморској висини од 793 м.